# Плих и Плюх (книга)
«Плих и Плюх» (или «Плюх и Плих»), нем. Plisch und Plum — юмористическое стихотворение немецкого поэта Вильгельма Буша, в котором рассказывается о проделках двух щенков, Плиха и Плюха, и их владельцев, братьев Пауля и Петера. Как и другое известное произведение Буша «Макс и Мориц», стихотворение содержит элементы чёрного юмора. Впервые оно было опубликовано в 1882 году с иллюстрациями автора (наподобие комикса), став с тех пор классикой детской литературы.

## Сюжет
Произведение включает 7 глав и заключение.

### Глава 1
Некий Каспар Шлих приносит к пруду двоих щенят, чтобы утопить их. Он бросает их в пруд и сразу уходит, после чего появляются сидевшие до этого в кустах на берегу два брата, Пауль и Петер Фиттихи. Они ныряют в воду, спасают щенят, называют их Плихом и Плюхом и забирают домой.

### Глава 2

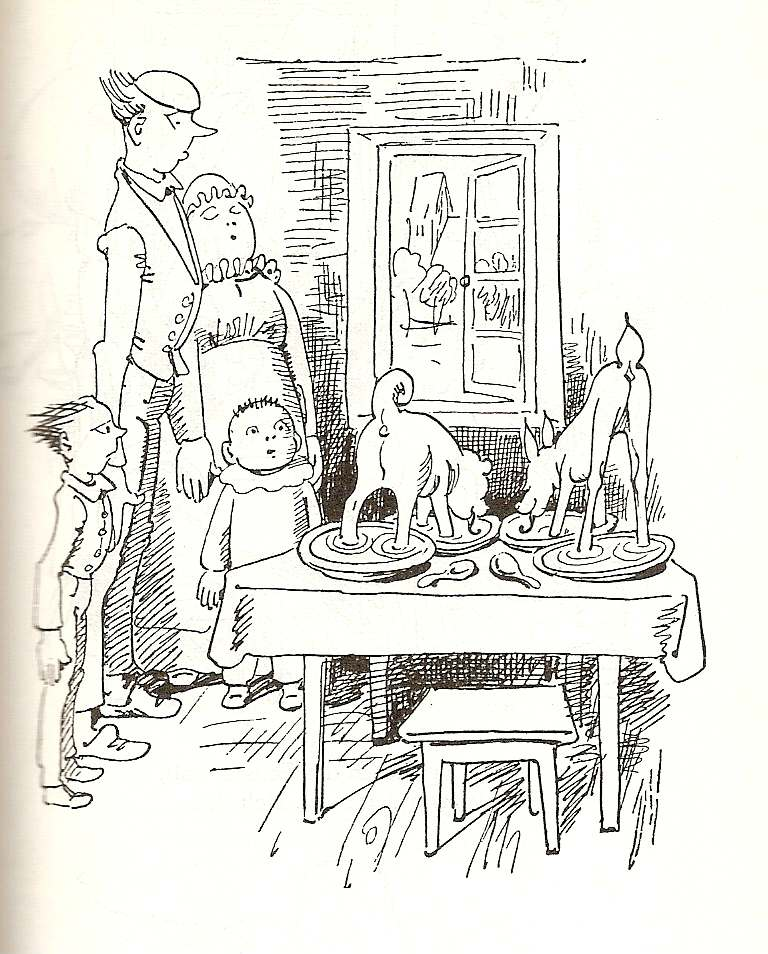
Плих и Плюх поедают обед семейства Фиттихов

Родители братьев, супруги Фиттих, сидят возле дома. Мальчики прибегают со щенками и просят разрешить оставить их. Фрау Фиттих уговаривает мужа согласиться. Собираясь обедать, все члены семьи входят в дом и обнаруживают, что вбежавшие первыми Плих и Плюх уже забрались на стол и съели весь обед.

### Глава 3
Ночью тоскующие Плих и Плюх пытаются залезть в кровати к Паулю и Петеру, однако те выпроваживают их пинками. Тогда щенки принимаются за одежду мальчиков и разрывают штаны и башмаки. Утром собак поселяют в конуре на улице.

### Глава 4
Пауль и Петер, живьём поймав мышь, натравливают на неё щенят; мышь вырывается, кусает Плюха и Плиха и убегает в соседний сад. В погоне за ней щенки перерывают клумбу соседки, фрау Кюммель, которая  за это обливает их керосином для лампы.

### Глава 5

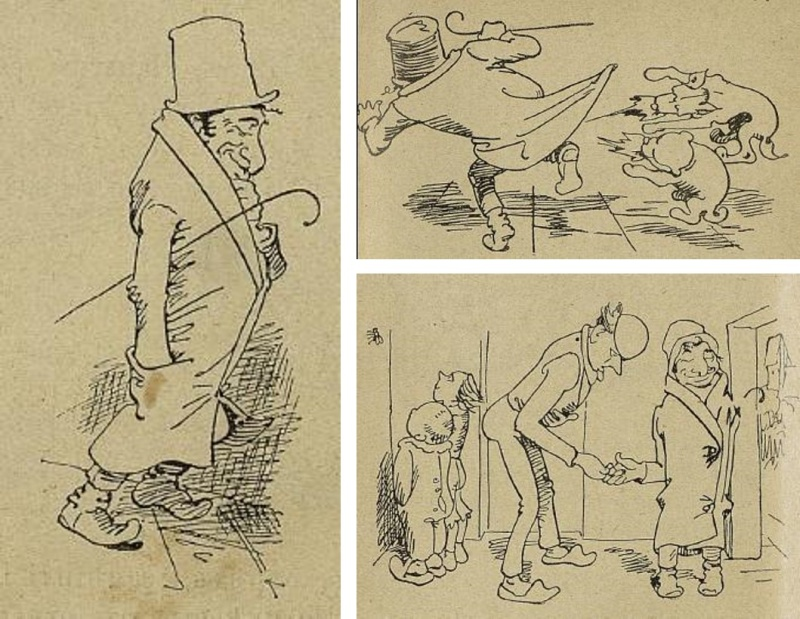
Шмульхен Шифельбайнер

Однажды мимо дома Фиттихов проходит еврей Шмульхен Шифельбайнер. Щенята набрасываются на еврея и рвут ему брюки. Хозяин вынужден оплатить убыток. 
Критиками обсуждался вопрос, является ли Буш антисемитом. Здесь подтверждением этого мнения может выступить не столько гротескная карикатура на Шмульхена Шифельбайнера, сколько его характеристика, как обладателя «черных глаз и серой души» (Augen schwarz und Seele grau). Хотя есть критики, считающие что карикатуры Буша на евреев не являются проявлением антисемитизма, а относятся к тому же рангу, что и его карикатуры на городских обывателей или недалёких баварских фермеров.  Во всяком случае в вышедшей в 1964 году в ГДР книге Вильгельма Буша эта глава отсутствует.

### Глава 6
Засмотревшись на комнатную собачку, Плих и Плюх устраивают свару, которая продолжается на кухне Фиттихов. Из-за того, что Петер бьёт Плиха предназначенным для игры с кубарем кнутиком, Пауль начинает драться с ним. В завязавшейся драке  они используют в качестве оружия всю готовящуюся на кухне еду. Заглянувший между делом Каспар Шлих смеётся над происходящим, но затем достаётся и ему.

### Глава 7

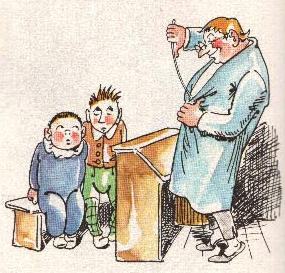
Пауль и Петер на уроке

В надежде хоть как-то усмирить мальчиков герр Фиттих посылает их учиться к строгому учителю Бокельману, известному приверженностью к использованию телесных наказаний. Благодаря постоянной усиленной порке розгами  Пауль и Петер становятся примерными мальчиками. Вернувшись домой, они в свою очередь пробуют те же методы воспитания на Плихе и Плюхе.

### Заключение
Некий богач, мистер Пиф, прогуливаясь возле пруда в шляпе и с телескопом в руках, падает в воду. Он выбирается самостоятельно, а Плих и Плюх вытаскивают из воды его шляпу и подзорную трубу. Поражённый способностями собак, Пиф покупает их у Фиттихов за 100 марок. От расстройства Каспар Шлих падает в пруд и тонет.

## Переводы
Как и другие стихи Вильгельма Буша, история Плиха и Плюха была переведена на множество языков.
Первый перевод на русский язык принадлежит Константину Льдову, 1890 год. В советское время перевод был сделан Даниилом Хармсом. Впервые стихотворение «Плих и Плюх» частями печаталось в журнале «Чиж» за 1936 год (№ 8—12). Для отдельного издания 1937 года он переработал и дополнил текст. Перевод Хармса достаточно вольный, события излагаются более сжато, чем в оригинале, а одна глава (содержащая негативный образ еврея) была пропущена. Впрочем, эта глава, в которой усматривались антисемитские мотивы, опускалась и в некоторых английских переводах.
Иногда отмечается, что перевод Хармса был сделан на основе его стихотворения «Крысаков и две собачки» 1935 года, в котором речь тоже идёт о двух собачках (Бим и Бом), которые помогли художнику, однако потом устроили погром в его доме. Перевод Хармса, в свою очередь, переводился на другие языки СССР, например, армянский. После ареста Хармса его перевод не переиздавался, однако он вновь был издан в 1967 году в сборнике стихов для детей, и с тех пор стал очень популярен.
В 2011 году издательством «Мелик-Пашаев» был опубликован новый перевод-пересказ стихотворения, сделанный Андреем Усачёвым.
В 2019 году был опубликован перевод-пересказ стихотворения на украинский язык, сделанный Игорем и Оксаной Аллиными.
.

## Экранизации
- В 1984 году был снят кукольный мультфильм «Плюх и Плих» на основе перевода Хармса (по сценарию Юрия Коваля).

## Пародии
- Двух немецких министров, Франца Штрауса (ХСС) и Карла Шиллера (СДПГ), из-за их тесного сотрудничества во время «первой правительственной коалиции» в годы, когда канцлером ФРГ был Курт Кизингер, называли Плюх и Плих[7][8]. В образе двух собак они были изображены и на карикатуре 1967 года[9].